# Hydrotaea pardifemorata
Hydrotaea pardifemorata är en tvåvingeart som beskrevs av Xue, Zhang och Liu 1994. Hydrotaea pardifemorata ingår i släktet Hydrotaea och familjen husflugor.
Artens utbredningsområde är Shaanxi (Kina). Inga underarter finns listade i Catalogue of Life.